# 18725 Атакама
18725 Атакама (18725 Atacama) — астероїд головного поясу, відкритий 2 травня 1998 року.
Тіссеранів параметр щодо Юпітера — 3,312.